# Palicourea lechleri
Palicourea lechleri är en måreväxtart som beskrevs av Paul Carpenter Standley. Palicourea lechleri ingår i släktet Palicourea och familjen måreväxter.
Artens utbredningsområde är Peru. Inga underarter finns listade i Catalogue of Life.